# Каток Лев Бенціонович
Каток Лев Бенціонович (22 серпня 1904, м. Новгород-Сіверський Чернігівської області — 15 липня 1970, Київ) — український архітектор.

## Життєпис
У 1930 закінчив архітектурний факультет КХІ.

## Роботи
Основні архітектурні будівлі:

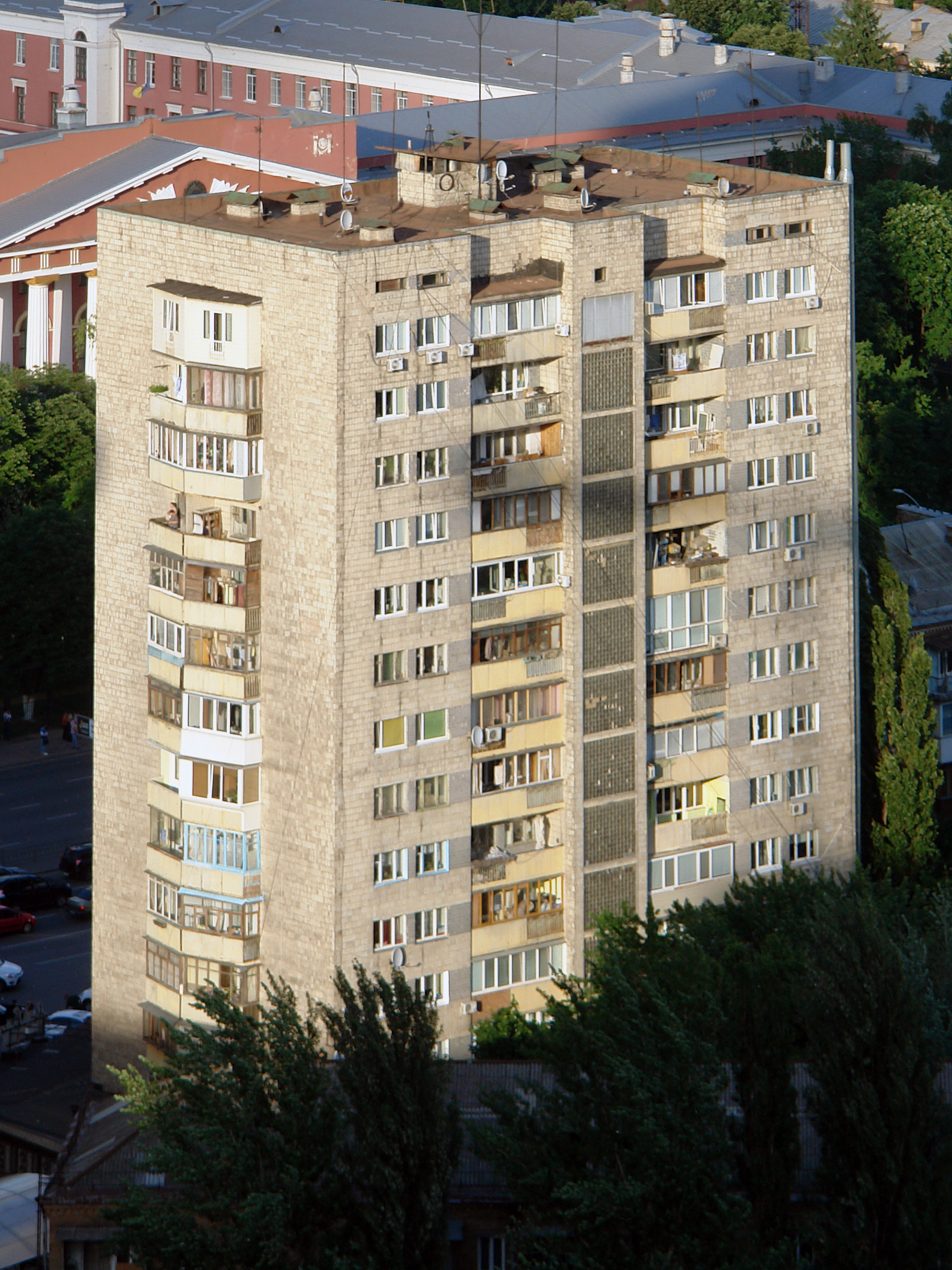
бульвар Лесі Українки, 30а – перший будинок серії К-14

- проєкт шести кварталів першої черги м. Кузнецька (1934),
- житлові будинки по вул. Червоноармійській, № 12 (1951), Заньковецької, № 8 (1951—1953),
- консерваторія ім. П. Чайковського (у співавтор. з Я. Красним та М. Ліберг, 1951 — 53),
- головний корпус Центральної агробіостанції, Вишгородська вул., 19 (1955),
- будинок Інженерно-будівельного інституту (у співавторстві з архітекторами В. Гопкалом та М. Ліберберг, 1962 — 65) — у Києві.
- серія типових двоповерхових цегляних житлових будинків 1-207
- перший в Україні типовий 14-поверховий будинок – серія К-14, співавторство з В. І. Гопкалом, К. М. Канторм, Я. Г. Аксертом (1963)